# Дриссенский уезд
Дри́ссенский уе́зд (бел. Дрысенскі павет) — административная единица в составе Псковской и Полоцкой губерний, Полоцкого наместничества и Витебской губернии Российской империи (позднее Российской республики и РСФСР). Существовал в 1776—1796 и 1802—1923 годах. Центр («уездный город») — город Дрисса.

## История
Дриссенский уезд образован в 1776 году составе Полоцкой губернии (с 1778 года — Полоцкое наместничество) Российской империи после первого раздела Речи Посполитой. В 1796 году он был упразднён, а в 1802 году — восстановлен в составе Витебской губернии. По Рижскому мирному договору 1920 года в состав независимой Латвийской Республики передали две волости Дриссенского уезда Витебской губернии — Придруйскую и Пустынскую, которые стали соответственно — Индрской и Робежниекской волостями Даугавпилсского уезда Латвии. В 1923 году уезд вновь упразднили.

## Население
По данным всеобщей переписи населения Российской империи 1897 года в уезде проживало 97,1 тыс. человек, в том числе белорусы составляли 86,2 %, евреи — 9,1 %, поляки — 2,4 %, русские — 1,6 %. В уездном городе Дриссе проживало 4238 жителей.

## Административное деление
В 1890 году в состав уезда входило 17 волость:
| № п/п | Волость        | Волостное правление      | Число селений | Население |
| ----- | -------------- | ------------------------ | ------------- | --------- |
| 1     | Дерновичская   | усадьба Дерновичи        | 45            | 3500      |
| 2     | Замошанская    | погост Совейка           | 38            | 3004      |
| 3     | Зябковская     | с. Зябки                 | 45            | 3499      |
| 4     | Игналинская    | с. Церковно              | 22            | 2517      |
| 5     | Каменская      | урочище Перемерка        | 55            | 3648      |
| 6     | Кохановичская  | м. Кохановичи            | 56            | 4256      |
| 7     | Клястицкая     | слобода Клястицы         | 76            | 3510      |
| 8     | Освейская      | м. Освея                 | 44            | 2540      |
| 9     | Придруйская    | д. Белое                 | 44            | 2540      |
| 10    | Пустынская     | погост Пустынь           | 46            | 3273      |
| 11    | Сарьянская     | погост Дегтярево-Нитшево | 54            | 6271      |
| 12    | Стрижинская    | д. Семенова              | 69            | 4480      |
| 13    | Сушковская     | д. Сушки                 | 69            | 6475      |
| 14    | Тоболковская   | д. Жовнино               | 64            | 3588      |
| 15    | Филипповская   | д. Прудинки              | 78            | 3030      |
| 16    | Юстиниановская | д. Тясты                 | 26            | 2533      |
| 17    | Юховичская     | м. Юховичи               | 37            | 2570      |

В 1913 году в уезде также было 17 волостей.

## Населённые пункты
По переписи 1897 года наиболее крупные населённые пункты уезда:
| - город Дрисса — 4238 чел.; - м. Освея — 2830 чел.; - м. Волынцы — 985 чел.; - м. Придруйск — 854 чел.; - м. Росица — 755 чел.; - м. Николаево — 749 чел.; | - м. Юховичи — 618 чел.; - д. Великое Село — 613 чел.; - д. Дубровы — 610 чел.; - д. Росица — 560 чел.; - д. Церковно — 559 чел. |